# 哈特冰川
77°31′S 162°26′E / 77.517°S 162.433°E
哈特冰川（英語：Hart Glacier）是南極洲的冰川，位於維多利亞地，處於梅澤夫冰川和古德斯皮德冰川之間，以美國地質學家命名，現時由南極條約體系管理。